# 사랑이 어떻게 변하니?
《사랑이 어떻게 변하니?》(영어: Forgetting Sarah Marshall)는 2008년 4월 18일 개봉한 미국의 로맨틱 코미디 영화이다. 니컬러스 스톨러 감독이 연출하고, 제이슨 시걸, 크리스틴 벨, 밀라 쿠니스, 러셀 브랜드 등이 출연하였다.
2010년 러셀 브랜드가 주연한 파생작 《컴 백 록스타》가 개봉하였다.

## 줄거리
텔레비전 쇼 작곡가 피터는 5년 사귄 여자친구인 텔레비전 배우 세라 마셜에게 차이자 실연의 상처를 달래기 위해 오아후섬으로 여행을 떠난다.
그러나 피터는 하필 세라가 새 남자친구인 영국 록 스타 앨더스 스노와 같은 리조트에 머물고 있다는 사실을 알게 된다. 피터의 상황을 동정한 콘시어지 레이철은 피터에게 값비싼 특별실을 무료로 제공한다.
피터가 레이철과 가까워지는 동안 세라와 앨더스 사이에선 균열 조짐이 포착된다. 새 투숙객들이 들어오면서 피터는 세라 옆방으로 이동 배치된다. 피터는 앨더스와 대화를 나누며 세라가 이미 1년 전부터 앨더스와 육체 관계를 맺어왔다는 걸 알게 된다.
피터와 레이철이 옆방에서 처음 잠자리를 갖자 이를 질투한 세라는 경쟁하듯이 앨더스와 몸을 섞는다. 세라는 피터를 자극할 목적에서 신음을 크게 내려고 애쓴다. 앨더스는 세라가 아직 피터에게 마음이 남아있다는 걸 깨닫고 세라를 찬 뒤 영국으로 돌아간다.
피터는 세라를 위로하다가 서로를 애무하기 시작하지만 자신의 마음이 레이철 쪽으로 완전히 기울었음을 깨닫고 도중 이를 그만둔다. 레이철을 속이고 싶지 않았던 피터는 이를 바로 레이철에게 이실직고하고, 상처를 받은 레이철은 피터에게 다시는 연락하지 말아달라고 요구한다.
피터는 그대로 로스앤젤레스로 돌아가는데...

## 출연
- 제이슨 시걸 - 피터 브레터 역
- 크리스틴 벨 - 세라 마셜 역
- 밀라 쿠니스 - 레이철 잰슨 역
- 러셀 브랜드 - 앨더스 스노 역
- 빌 헤이더 - 브라이언 브레터 역
- 조나 힐 - 매슈 밴더윅 역
- 리즈 캐카우스키 - 리즈 브레터 역
- 더본 맥도널드 - 드웨인 역
- 잭 맥브레이어 - 대럴드 브레이든 역
- 마리아 세이어 - 와이오마 브레이든 역
- 폴 러드 - 척 / 쿠누, 서핑 강사 역
- 제이슨 베이트먼 - "애니멀 인스팅츠" 형사, 세라가 최근 출연한 텔레비전 드라마 인물 역
- 윌리엄 볼드윈 - 본인 / 헌터 러시 형사, 세라가 출연한 드라마의 공동 주연 역
- 테일러 와일리 - 키모 역
- 브랜즈컴 리치먼드 - 키오키 역
- 크리스틴 위그 - 프라나, 요가 강사 역
- 줄리앤 부셔 - 인형 조종자, 피터가 올리는 극중극 뮤지컬 출연자 역